# Ronde van Italië 2023/Vierde etappe
De vierde etappe van de Ronde van Italië 2023 vond plaats op 9 mei. Deze etappe werd gewonnen door Aurélien Paret-Peintre die hiermee zijn eerste ritsucces boekte in de Giro. Nieuwe leider in het algemene klassement werd de Noor Andreas Leknessund die de leiderstrui overnam van Remco Evenepoel.

## Uitslagen
| Venosa – Lago Laceno (175 km) |                         |                    |          |
| Plaats                        | Naam                    | Ploeg              | tijd     |
| Winnaar                       | Aurélien Paret-Peintre  | AG2R Citroën Team  | 4u16'04" |
| 2                             | Andreas Leknessund      | Team DSM           | + 2"     |
| 3                             | Toms Skujiņš            | Trek-Segafredo     | + 57"    |
| 4                             | Vincenzo Albanese       | EOLO-Kometa        | z.t.     |
| 5                             | Nicola Conci            | Alpecin-Deceuninck | + 1'02"  |
| 6                             | Amanuel Ghebreigzabhier | Trek-Segafredo     | + 1'07"  |
| 7                             | Koen Bouwman            | Jumbo-Visma        | + 2'01"  |
| 8                             | Damiano Caruso          | Bahrain-Victorious | z.t.     |
| 9                             | Eddie Dunbar            | Team Jayco AlUla   | z.t.     |
| 10                            | Aleksandr Vlasov        | BORA-hansgrohe     | z.t.     |

| Algemeen klassement |                        |                   |           |
| Plaats              | Naam                   | Ploeg             | Tijd      |
| Roze trui           | Andreas Leknessund     | Team DSM          | 14u35'44" |
| 2                   | Remco Evenepoel        | Soudal Quick-Step | + 28"     |
| 3                   | Aurélien Paret-Peintre | AG2R Citroën Team | + 30"     |
| 4                   | João Almeida           | UAE Team Emirates | + 1'00"   |
| 5                   | Primož Roglič          | Jumbo-Visma       | + 1'12"   |
| 6                   | Geraint Thomas         | INEOS Grenadiers  | + 1'26"   |
| 7                   | Aleksandr Vlasov       | BORA-hansgrohe    | z.t.      |
| 8                   | Toms Skujiņš           | Trek-Segafredo    | + 1'29"   |
| 9                   | Tao Geoghegan Hart     | INEOS Grenadiers  | + 1'30"   |
| 10                  | Jay Vine               | UAE Team Emirates | + 1'36"   |

## Opgaven
De Fransman Paul Lapeira finishte deze etappe niet, hij gaf op wegens ziekte.
1e etappe ·
2e etappe ·
3e etappe ·
4e etappe ·
5e etappe ·
6e etappe ·
7e etappe ·
8e etappe ·
9e etappe ·
10e etappe ·
11e etappe ·
12e etappe ·
13e etappe ·
14e etappe ·
15e etappe ·
16e etappe ·
17e etappe ·
18e etappe ·
19e etappe ·
20e etappe ·
21e etappe
Startlijst · Eindstanden · Afbeeldingen